# Tandzut (vattendrag)
Tandzut är ett vattendrag i Armenien. Det ligger i den nordvästra delen av landet, 70 kilometer norr om huvudstaden Jerevan.
Trakten runt Tandzut består i huvudsak av gräsmarker. Runt Tandzut är det ganska tätbefolkat, med 104 invånare per kvadratkilometer.